# Erik Lundeberg
Erik Christian Kristiansson Lundeberg, född den 13 oktober 1896 i Valbo församling, Gävleborgs län, död den 17 december 1957 i Stockholm, var en svensk ingenjör. Han var son till Kristian Lundeberg och far till Jan-Erik Lundeberg.
Lundeberg avlade examen vid Kungliga tekniska högskolan 1920. Han var ingenjör hos Mekaniska prövningsanstalten 1920–1921 och 1922–1923, försäljningschef hos Lindbergs maskinaffär 1924–1927, delägare i Bilprovningsanstalten 1927–1930 och besiktningsman för motorfordon i Stockholm 1931–1936. Han blev förste byråingenjör vid Väg- och vattenbyggnadsstyrelsen 1936. Erik Lundeberg är begravd på Norra begravningsplatsen utanför Stockholm.